# SoftBank 840N
SoftBank 840N（ソフトバンク はち よん ぜろ エヌ）は、NECカシオモバイルコミュニケーションズが開発、製造したソフトバンクモバイルの第3世代移動通信システム（SoftBank 3G）端末である。

## 特徴
SoftBank 831Nの事実上の後継機種で、NTTドコモのN-06Bとは共通点が多い。しかし、当機種はN-06Bとは異なりGSMによる国際ローミングには対応していない。
本体は持ちやすさを重視したラウンドフォルムを採用、側面は本体を開きやすいよう、サイドラインを施し、指がかかりやすいようなデザインとなっている。またボタンは、中央部に適度な膨らみをつけた立体的なデザインにし、文字はコントラストをつけてはっきり見やすいようにした。
ペタルピンクとネイビーはグラデーションカラーで発売された。
ドコモ端末をベースにしてきたソフトバンクモバイルの今までのNEC製端末は十字キーの左下のボタンでメインメニューを呼び出していたが、当機種では他メーカーの機種と同じくセンターキーでメインメニューを呼び出すように変更された。従来待受画面でセンターキーを押すと表示されていたデスクトップアイコンは上ボタンを押すと表示されるようになった。左下のボタンはショートカットキーとなり、初期設定では宛先、題名、本文をあらかじめ登録しておけば同じ宛先、文面を最短2タッチで送れる新機能「いつものメール」になっている。
マイ絵文字は4,500種類をプリインストール。入力についても改良され、入力した文字と連動してそれに関連性のあるマイ絵文字やデコレメピクチャを変換候補に表示されるようになった。
発売から約8か月後に発生した東日本大震災でソフトバンクモバイルの緊急地震速報対応機種が少ないことが問題視され、共通機構を持ち合わせていた831Nが緊急地震速報に対応していたことから、発売から約1年後にアップデートにより緊急地震速報に対応した。スマートフォンを除けば、2011年11月現在で、ソフトバンクモバイルの機種で同機能に対応しているのはこの2機種だけとなっている。
なお、ソフトバンクモバイル向けNECカシオ製端末としては初号機に当たる。

## 沿革
- 2010年7月24日 - 発売

## アップデート履歴
- 2011年7月11日 - 緊急地震速報に対応